# Caroline Bradley
Caroline Frances Bradley (Oxford, 4 de abril de 1946–1983) fue una jinete británica que compitió en la modalidad de salto ecuestre.
Ganó una medalla de oro en el Campeonato Mundial de Saltos Ecuestres de 1978 y una medalla de oro en el Campeonato Europeo de Saltos Ecuestres de 1979, ambas en la prueba por equipos.

## Palmarés internacional
| Campeonato Mundial | Campeonato Mundial      | Campeonato Mundial | Campeonato Mundial |
| Año                | Lugar                   | Medalla            | Categoría          |
| ------------------ | ----------------------- | ------------------ | ------------------ |
| 1978               | Aquisgrán (RFA)         | Medalla de oro     | Por equipos        |
| Campeonato Europeo |                         |                    |                    |
| Año                | Lugar                   | Medalla            | Categoría          |
| 1979               | Róterdam (Países Bajos) | Medalla de oro     | Por equipos        |